# Ischyropsalis amseli
Ischyropsalis amseli is een hooiwagen uit de familie Ischyropsalididae.